# Vinarec
Vinarec je naselje u Hrvatskoj u sastavu općine Svetog Petra Orehovca. Nalazi se u Koprivničko-križevačkoj županiji. 

## Zemljopis
Zapadno su Finčevec i Dropkovec, zapadno-sjeverozapadno su Vukovec i Štrigovec, sjeverozapadno su Hižanovec i Vojnovec Kalnički, sjeverno-sjeverozapadno su Obrež Kalnički i Popovec Kalnički, sjeverno-sjeveroistočno je Borje, sjeveroistočno su Šopron, Kalnik i Potok Kalnički, jugoistočno su Sveti Petar Orehovec, Črnčevec, Mikovec, Hrgovec i Selanec, jugozapadno su Bogačevo i Bogačevo Riječko.

## Stanovništvo
| broj stanovnika | 225   | 230   | 228   | 273   | 281   | 310   | 298   | 307   | 309   | 292   | 261   | 268   | 253   | 217   | 187   | 170   | 158   |
|                 | 1857. | 1869. | 1880. | 1890. | 1900. | 1910. | 1921. | 1931. | 1948. | 1953. | 1961. | 1971. | 1981. | 1991. | 2001. | 2011. | 2021. |